# Dave Payne
Dave Payne est un réalisateur et scénariste américain.

## Filmographie partielle

### Réalisateur
- 1994 : Concealed Weapon
- 1995 : Not Like Us
- 1995 : Criminal Hearts
- 1995 : Alien Terminator
- 1997 : Under Oath
- 1998 : Alien Avengers II (TV)
- 1998: La Famille Addams : Les Retrouvailles
- 2001 : Meurtre chez les Chippendales (Just Can't Get Enough)
- 2005 : Reeker
- 2008 : No Man's Land: The Rise of Reeker

### Scénariste
- 2000 : Le Monstre du campus (Boltneck)
- 2005 : Reeker